# La Blonde éruptive
La Blonde éruptive (Long Time no Leola) est un roman policier de l’écrivain australien Carter Brown publié en 1967,. C'est une des nombreuses aventures de Rick Holman, détective privé installé à Beverly Hills et travaillant surtout pour les célébrités hollywoodiennes.
Le roman est publié en France en 1968 dans la Série noire. La traduction, prétendument "de l'américain", est signée Robert Abramowicz. 

## Résumé
Chloe Benton, secrétaire particulière de l'actrice vedette Leola Smith, n'a plus de nouvelles de celle-ci depuis un mois. Victor Amory, vedette distinguée de la scène et de l'écran, ex-troisième mari de Leola et toujours épris d'elle, offre 7000 dollars à Rick Holman pour une mission périlleuse : arracher Leola des griffes de Raphael Emmanuel, ex-trafiquant d'armes et millionnaire, grand admirateur de la star, qui la retiendrait à bord de son yacht à Cannes. Arrivé sur la Côte d'Azur, le détective découvre une sombre histoire de chantage à l'enlèvement de la fille de Leola Smith. Ce qui le renvoie aux États-Unis, où il comprend à ses dépens que presque tout le monde ment dans cette affaire.

## Personnages
- Rick Holman, enquêteur privé.
- Leola Smith, star du cinéma hollywoodien.
- Victor Amory, comédien célèbre, ex-mari de Leola Smith.
- Chloe Benton, secrétaire particulière de Leola Smith.
- Raphael Emmanuel, richissime homme d'affaires, ex-trafiquant d'armes.
- Mike Cary, son associé.
- Willi Lau, jeune maîtresse de Raphael Emmanuel.
- Roy Tolver, ancien bras droit de Raphael Emmanuel.
- Arnold H. Mierson, intermédiaire dans le trafic d'armes.
- Walsh et Lennie, hommes de main.

## Édition
- Série noire no 1179, 1968.